# 原田一樹
原田 一樹（はらだ かずき、1956年 - ）は、日本の劇作家。劇団「キンダースペース」主宰。舞台芸術財団演劇人会評議委員。日本劇作家協会会員。演出家協会会員。2010年から2013年まで、「日本の劇」戯曲賞の最終選考委員を務めた。

## 上演作品

### 代表作
- 「若きウエルテルの悩み」（キンダースペース）
- 「えれくとら」（キンダースペース）
- 「野鴨」（キンダースペース）
- 「サド公爵夫人」（公共ホールネットワーク事業）
- 「しんしゃく源氏物語」（方の会・静岡県舞台芸術センター）
- 「天国までの百マイル」（文化座）

### その他
自作演出作品
- 「部屋」
- 「BUCHIKORO」
- 「ファイナル・チャンピオン」

劇団キンダースペース演出作品
- 「新・新ハムレット」（シェークスピア原作）
- 「プラトーノフ」（アントン・チェーホフ原作）
- 「チェーホフ的チェーホフ」（アントン・チェーホフ原作）
- 「[[イプセンの世界　[[ロスメルスホルム・幽霊」（イプセン原作）
- 「モノドラマ」（芥川龍之介・太宰治　他]]原作）
- 「新モノドラマ　オダサク×ダザイ]]」（織田作之助・太宰治原作）
- 「短編演劇アンソロジー　架空線の火花　羅生門・或阿呆の一生」（芥川龍之介原作）
- 「新・牡丹灯籠」（三遊亭圓朝原作）

他劇団演出作品
- 「ドン・キホーテ」（静岡県舞台芸術センター）
- 「九番目のラオ・ジウ」（俳優座）
- 「桜幻想」（蘭このみスペイン舞踊）
- 「薮の中から龍之介」（青年劇場）

### 主催する劇団の主な俳優
- 瀬田ひろ美
- 平野雄一郎
- 白沢靖子
- 小林元香
- 古木杏子
- 深町麻子
- 大桑茜